# Cannabis in Uruguay
La vendita e l'utilizzo ricreativo della cannabis è legale in Uruguay ed è una delle sostanze stupefacenti più utilizzate nella nazione. Il paese è stato il primo al mondo a legalizzarla il 19 luglio 2013

## Storia e legalizzazione
Il presidente Jose Mujica ha firmato una legislazione per legalizzare la cannabis ad uso ricreativa nel dicembre 2013, rendendo Uruguay il primo paese dell'era moderna a legalizzare la cannabis. Nell'agosto 2014, l'Uruguay ha legalizzato la crescita di sei piante a casa, così come la formazione di club per il consumo, un regime di dispensari di marijuana controllato dallo stato e la creazione di un istituto normativo sulla cannabis (chiamato IRCCA). Nell'ottobre 2014 il governo ha iniziato a registrare i circoli dei coltivatori, a loro volta autorizzati a coltivare un massimo di 99 piante di cannabis all'anno; ad agosto 2015, c'erano 2.743 coltivatori personali registrati. Dopo un lungo ritardo nell'attuazione della componente giurisdizionali della legge, nel 2017 sedici farmacie sono state autorizzate a vendere commercialmente la cannabis.
L'Uruguay non ha mai criminalizzato il possesso personale di droghe e una legge del 1974 ha permesso ai giudici di determinare se un determinato caso di possesso fosse personale o commerciale. Questa legge è stata successivamente aggiornata nel 1998.